# Piorunkowice (zámek)
Zámek v Piorunkowicích se nachází v obci Piorunkowice, obec leží podél státní silnice č. 41 (DK41) v Opolské vojvodství, která spojuje města Nisa a Prudnik. Součástí areálu je park, který je zároveň památkou, zapsanou do rejstříku památek 29. března 1989 pod číslem A-209/89.

## Historie

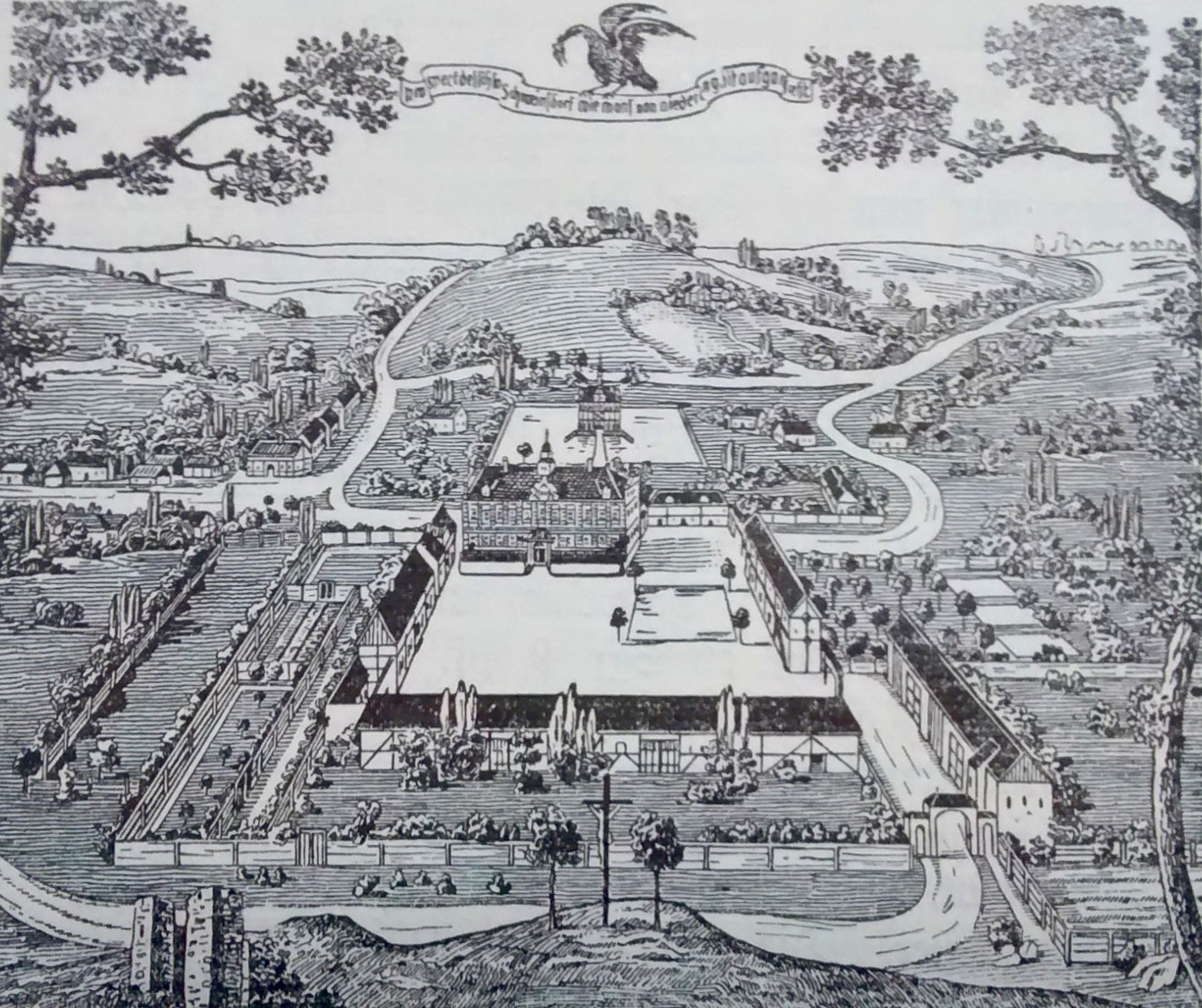
zámek Piorunkowice v roce 1650

Zámek nechali postavit Metychové z Čečova nad rybníkem na přelomu 17. a 18. století. V roce 1820 byl přestavěn v klasicistním stylu. Poslední přestavba proběhla v roce 1920. Do roku 1945 patřil zámek hraběcímu rodu von Wessel. Po skončení 2. světové války a převzetí Piorunkowic polskou správou využíval zámek hřebčín z nedalekého Prudniku. Následně v něm sídlilo psychiatrické zařízení. V 70. letech 20. století jej vlastnilo Zemědělské výrobní družstvo. V současné době je palác soukromým majetkem a chátrá.